# Lijst van premiers van Kroatië
Dit is een lijst van ministers-presidenten van Kroatië.

## Ministers-presidenten van de Volksrepubliek Kroatië
|           | Voorzitter van de Antifascistische Landraad van de Kroatische Volksbevrijding (Zemaljsko Antifašističko Vijeće Narodnog Oslobođenja Hrvatske) |
| 1943-1945 | Vladimir Nazor |
|           | Voorzitter van de Sabor |
| 1945-1949 | Vladimir Nazor |
| 1949-1952 | Karlo Mrazović |
| 1952-1953 | Vicko Krstulović |
|           | President van de Sabor |
| 1953      | Zlatan Sremec |
| 1953-1963 | Vladimir Bakarić |
| 1963-1967 | Ivan Krajačić |
| 1967-1974 | Jakov Blažević |
|           | Voorzitter van de Regering van de Socialistische Republiek Kroatië                                                                            |
| 1974-1982 | Jakov Blažević |
| 1982-1983 | Marijan Cvetković |
| 1983-1984 | Milutin Baltić |
| 1984-1985 | Jakša Petrić |
| 1985      | Pero Car |
| 1985-1986 | Ema Derosi-Bjelajac |
| 1986-1988 | Ante Marković |
| 1988-1990 | Ivo Latin |

### Ministers-presidenten van de Republiek Kroatië
Dit is een Lijst van Ministers-presidenten van de Republiek Kroatië
De minister-president wordt officieel de "president van de regering" genoemd (Kroatisch: Predsjednik Vlade).
| Periode          |                  | Naam                                |
| ---------------- | ---------------- | ----------------------------------- |
| 30 mei 1990      | 24 augustus 1990 | Stjepan Mesić (ook wel Stipe Mesić) |
| 24 augustus 1990 | 17 juli 1991     | Josip Manolić                       |
| 17 juli 1991     | 12 augustus 1992 | Franjo Gregurić                     |
| 12 augustus 1992 | 3 april 1993     | Hrvoje Šarinić                      |
| 3 april 1993     | 7 november 1995  | Nikica Valentić                     |
| 7 november 1995  | 27 januari 2000  | Zlatko Mateša                       |
| 27 januari 2000  | 23 december 2003 | Ivica Račan                         |
| 23 december 2003 | 6 juli 2009      | Ivo Sanader                         |
| 6 juli 2009      | 23 december 2011 | Jadranka Kosor                      |
| 23 december 2011 | 22 januari 2016  | Zoran Milanović                     |
| 22 januari 2016  | 19 oktober 2016  | Tihomir Orešković                   |
| 19 oktober 2016  | heden            | Andrej Plenković                    |